# Ostrówek (gmina, Lublin)
Pour les articles homonymes, voir Ostrówek.
Ostrówek est une gmina rurale (gmina wiejska) de la powiat de Lubartów, dans la Voïvodie de Lublin, dans l'est de la Pologne.
Son siège administratif (chef-lieu) est le village d'Ostrówek, qui se situe environ 13 kilomètres (km) au nord de Lubartów (siège du powiat) et 37 kilomètres au nord de la capitale régionale Lublin (capitale de la voïvodie).
La gmina couvre une superficie de 89,99 km2 pour une population de 4 149 habitants en 2006.

## Histoire
De 1975 à 1998, la gmina est attachée administrativement à l'ancienne Voïvodie de Lublin.

Depuis 1999, elle fait partie de la nouvelle voïvodie de Lublin.

## Géographie
La gmina inclut les villages (sołectwa) de:

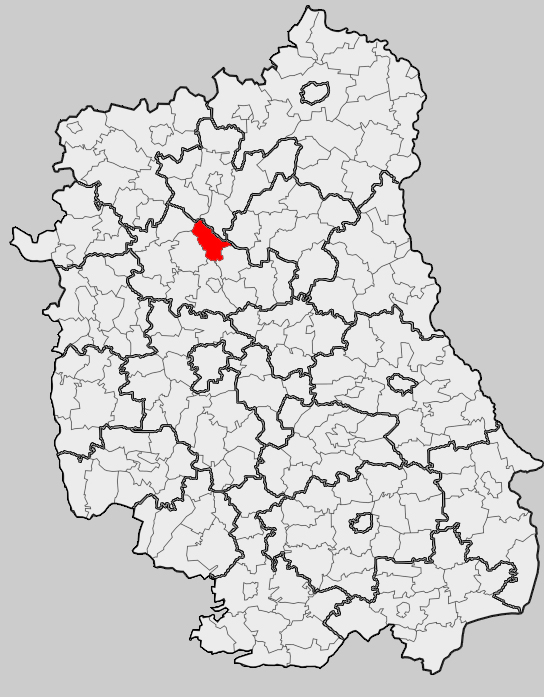
Position de la gmina dans la voïvodie

- Antoniówka
- Babczyzna
- Cegielnia
- Dębica
- Dębica-Kolonia
- Jeleń
- Kamienowola
- Leszkowice
- Luszawa
- Ostrówek
- Ostrówek-Kolonia
- Tarkawica
- Zawada
- Żurawiniec
- Żurawiniec-Kolonia

### Gminy voisines
La gmina d'Ostrówek est voisine des gminy de
- Czemierniki
- Firlej
- Kock
- Lubartów
- Niedźwiada
- Siemień

## Structure du terrain
D'après les données de 2002, la superficie de la commune d'Ostrówek est de 89,99 kilomètres carrés, répartis comme telle :
- terres agricoles : 76%
- forêts : 16%

La commune représente 6,97% de la superficie du powiat.

## Démographie
Données duu 30 juin 2004:
| Description        | Total  | Total | Femmes | Femmes | Hommes | Hommes |
| ------------------ | ------ | ----- | ------ | ------ | ------ | ------ |
| Unité              | Nombre | %     | Nombre | %      | Nombre | %      |
| Population         | 4 156  | 100   | 2 142  | 51,5   | 2 014  | 48,5   |
| Densité (hab./km²) | 46,2   | 46,2  | 23,8   | 23,8   | 22,4   | 22,4   |